# Communes de la province de Fermo
- Haut – A
- B
- C
- D
- E
- F
- G
- H
- I
- J
- K
- L
- M
- N
- O
- P
- Q
- R
- S
- T
- U
- V
- W
- X
- Y
- Z

## A
- Altidona
- Amandola

## B
- Belmonte Piceno

## C
- Campofilone

## F
- Falerone
- Fermo
- Francavilla d'Ete

## G
- Grottazzolina

## L
- Lapedona

## M
- Magliano di Tenna
- Massa Fermana
- Monsampietro Morico
- Montappone
- Montefalcone Appennino
- Montefortino
- Monte Giberto
- Montegiorgio
- Montegranaro
- Monteleone di Fermo
- Montelparo
- Monte Rinaldo
- Monterubbiano
- Monte San Pietrangeli
- Monte Urano
- Monte Vidon Combatte
- Monte Vidon Corrado
- Montottone
- Moresco

## O
- Ortezzano

## P
- Pedaso
- Petritoli
- Ponzano di Fermo
- Porto San Giorgio
- Porto Sant'Elpidio

## R
- Rapagnano

## S
- Santa Vittoria in Matenano
- Sant'Elpidio a Mare
- Servigliano
- Smerillo

## T
- Torre San Patrizio